# Sigma Aquarii
Sigma Aquarii (σ Aquarii, förkortat Sigma Aqr, σ Aqr) som är stjärnans Bayerbeteckning, är en dubbelstjärna belägen i den mellersta delen av stjärnbilden Vattumannen. Den har en skenbar magnitud på 4,81 och är synlig för blotta ögat där ljusföroreningar ej förekommer. Baserat på parallaxmätning inom Hipparcosuppdraget på ca 11,3 mas, beräknas den befinna sig på ett avstånd på ca 290 ljusår (ca 89 parsek) från solen.

## Egenskaper
Primärstjärnan Sigma Aquarii A är en blå till vit underjättestjärna av spektralklass A0 IV:s, där s-suffixet anger att dess absorptionslinjer är skarpa (smala) jämfört med standardstjärnor beroende på en relativt långsam rotation. Den har en massa som är ca 2,9 gånger större än solens massa, en radie som likaledes är ca 2,9 gånger större än solens och utsänder från dess fotosfär ca 105 gånger mera energi än solen vid en effektiv temperatur av ca 10 100 K.
Sigma Aquarii A har kategoriserats som en het Am-stjärna, vilket betyder att den är kemiskt ovanlig, även om detta nu (2018) anses vara tveksamt. Spektret visar åtminstone dubbelt normalt överskott av element som magnesium, aluminium och kisel medan helium och scandium är underrepresenterade. Kalcium, som normalt är underhaltigt i Am-stjärnor, har ett nästan normalt överskott.
I Hipparcoskatalogen identifieras Sigma Aquarii som en möjlig astrometrisk dubbelstjärna med en omloppsperiod på 654 dygn.